# Euricania moneta
Euricania moneta är en insektsart som beskrevs av Ronald Gordon Fennah 1950. Euricania moneta ingår i släktet Euricania och familjen Ricaniidae. Inga underarter finns listade i Catalogue of Life.